# Nikita Rukavytsya
Nikita Vladimirovich Rukavytsya (Mykolaiv, Unión Soviética, 22 de junio de 1987) es un exfutbolista australiano que jugaba como delantero.

## Biografía
Nacido en Ucrania, Rukavytsya se mudó a Australia con sus padres cuando tenía 14 años de edad, asentándose en la ciudad de Perth.
Cuando cumplió 20 años, Rukavytsya debutó como profesional jugando para el Perth Glory, en la temporada 2006-07, en marzo de 2007, firmó un contrato hasta el final de la temporada 2008-09, en sus siguientes temporadas, su rendimiento fue a mejor y en abril de 2008 estuvo a punto de fichar por el Hannover 96 alemán.
En enero de 2009 emigró a Europa fichando por el FC Twente neerlandés, el cual pagó 1 200 000 dólares australianos al Perth Glory. En enero de 2010 se marchó cedido al Roeselare hasta el final de campaña.
El 14 de julio fichó por el Hertha BSC de la 2. Bundesliga alemana.
El 31 de agosto de 2012 fichó por el 1. FSV Maguncia 05 de la Bundesliga (Alemania) alemana que pago 1 750 000 de euros al Hertha BSC.
El 2 de setiembre de 2013 se va cedido por 750 000 euros al FSV Frankfurt, y el 30 de junio de 2014 vuelve al 1. FSV Maguncia 05.
El 13 de octubre de 2014 vuelve a Australia para jugar en el Western Sydney Wanderers FC, pero solamente estuvo en la temporada 2014/15 luego de ser traspasado al Beitar Jerusalén de Israel.

### Selección nacional
En 2008, pudiendo jugar tanto para Ucrania como para Australia, decidió jugar para esta última al debutar con la selección sub-23 de Australia.
También fue convocado para jugar el Mundial 2010 con Australia y jugó dos partidos entrando como suplente.
Jugó con Australia 21 partidos y anotó un gol.

## Clubes
| Club                     | País         | Año       |
| ------------------------ | ------------ | --------- |
| Perth Glory F. C.        | Australia    | 2007-2009 |
| F. C. Twente             | Países Bajos | 2009-2010 |
| K. S. V. Roeselare       | Bélgica      | 2010      |
| Hertha Berlín            | Alemania     | 2010-2012 |
| 1. FSV Maguncia 05       | Alemania     | 2012      |
| FSV Frankfurt (cedido)   | Alemania     | 2013-2014 |
| Western Sydney Wanderers | Australia    | 2014-2015 |
| Beitar Jerusalén         | Israel       | 2015-2016 |
| Maccabi Haifa            | Israel       | 2016-2021 |
| Hapoel Be'er Sheva       | Israel       | 2021-2022 |
| Maccabi Haifa            | Israel       | 2022-2023 |
| Western United F. C.     | Australia    | 2023-2024 |

## Palmarés

### Títulos nacionales
| Título                 | Club               | País     | Año     |
| ---------------------- | ------------------ | -------- | ------- |
| 2. Bundesliga          | Hertha Berlín      | Alemania | 2010-11 |
| Liga Premier de Israel | Maccabi Haifa      | Israel   | 2020-21 |
| Copa de Israel         | Hapoel Be'er Sheva | Israel   | 2021-22 |
| Liga Premier de Israel | Maccabi Haifa      | Israel   | 2022-23 |